# Giuseppe Valditara
Giuseppe Valditara (Milán, 12 de enero de 1961) es un político y profesor italiano. Desde 2022 es el ministro de Educación de la República Italiana, dentro del Gobierno Meloni.